# The Puddle
The Puddle è un gruppo musicale fondato a Dunedin, in Nuova Zelanda, fra il 1983 e il 1984, da George D. Henderson. Dal 1986 al 1993 pubblicò un album in studio e un singolo e alcune registrazioni dal vivo con l'etichetta discografica del posto, la Flying Nun Records; successivamente, dopo un periodo di inattività, con diversi cambi di formazioni e alcune interruzioni, ha pubblicato dal 2005 altri album con la Fishrider Records.

## Storia
Prima di formare The Puddle, George D. Henderson era stato membro di altri gruppi musicali; alla fine degli anni settanta prese parte a formazioni di musica punk sperimentale di Wellington come i The Amps. Con il fratello Ian e un compagno di scuola, Lindsay Maitland, fondò il gruppo Crazy Olé and The Panthers - una band che registrò qualche cassette in casa con un impianto casalingo prima di sciogliersi; successivamente George formò nel 1978/79 un nuovo gruppo, The Spies, con Susan Ellis che poi si evolse, quando George nel 1980 si trasferì a Christchurch, in The And Band, una nuova band che auto produsse e pubblicò da sola un singolo nel 1981.
Intorno al 1983 a Dunedin, George D. Henderson formò un nuovo gruppo, The Puddle, con Shayne Carter alla batteria e Ross Jackson; i tre tennero un primo concerto nella Otago University; dopo aver partecipato nel 1984 al concerto Dunedin Battle of the Bands con il fratello di George, Ian Henderson, alla batteria al posto di Carter, sostituito poi da Leslie Paris, che aveva già suonato nei Look Blue Go Purple perché ritenuto più adatto per il sound del gruppo. Nel 1985 nel gruppo entrò Lindsay Maitland, che aveva già preso parte ai Crazy Olé and The Panthers, Peter Gutteridge alle tastiere, Ross Jackson al basso, Susan Ellis e Norma O’Malley al flauto. Venne registrato dal vivo nel 1985 un mini album, Pop Lib, pubblicato dalla Flying Nun Records nel 1986. Questa formazione suonò in alcuni concerti a Christchurch, Invercargill e Wellington, pubblicando qualche brano in alcune compilation (Christmas in the Country, Friends) e un album dal vivo registrato in un locale Teddy Bear Club, Live at the Teddy Bear Club del 1991.
Lindsay Maitland morì nel 1986 per overdose di droga e Leslie poco dopo andò a lavorare per la Flying Nun ad Auckland; nel 1988 Gutteridge uscì dal gruppo per formare The Snapper; il gruppo ebbe quindi altri cambi di formazione: nel 1990 arrivò un nuovo batterista, Norman Dufty, e poi una tastierista, Jenny Crooks. La Flying Nun Records produsse nel 1990 un LP, Into the Moon, registrato da Alistair Galbraith.
Successivamente Ross Jackson e Jenny Crooks abbandonarono il gruppo per andare a fare altro mentre George venne imprigionato per un breve periodo a Invercargill. Henderson fu incarcerato nel 1991 per reati legati alla droga; una volta libero, nel 1991 riformò il gruppo con Norman Dufty, Vikki Wilkinson e Richard Cotton; con questa formazione il gruppo suonò alla festa per il decimo compleanno della Flying Nun. Nel 1992 venne pubblicato l'album Into the Moon; venne poi registrato un singolo da 7 pollici "Thursday" / "Too Hot to be Cool" pubblicato sempre dalla Flying Nun nel 1993 e poi un LP, Songs For Emily Valentine, il quale però non venne pubblicato fino al 2005 a parte due brani pubblicati come singolo dall'etichetta francese Acetone nel 1993 e il brano Southern Man, che divenne il primo successo radiofonico del gruppo e venne incluso nella compilation Louder BFM del Festival Records.
Nella seconda metà degli anni novanta Henderson contribuì a scrivere canzoni per un gruppo collettivo di Dunedin, Mink. Nel 2000 il gruppo comprendeva Ross Jackson al basso e Alan Haig alla batteria e si esibì all'evento musicale Dunedin Sound organizzato e trasmesso in diretta sulla stazione radio KFJC della California e vennero inclusi nel doppio CD pubblicato dalla stazione come KFJC 89.7 FM Presents The Dunedin Sound.
Negli anni 2000 il gruppo si riformò con Alan Haig alla batteria e Phil Savory al sax e alle tastiere e si esibì in un concerto nella stazione radio californiana KFJC nel 2001. Poi nel 2002 si unirono al gruppo Heath Te Au come batterista e Celia Mancini come cantante; il gruppo in questo periodo si esibì in Nuova Zelanda comparendo anche in una trasmissione televisiva. Nel 2005 vennero registrati 25 brani presso lo studio Inca di Wellington parte dei quali vennero pubblicati nel 2007 nell'album No Love - No Hate dalla Fishrider Records e parte nel 2010 nell'album Playboys in the Bush sempre dalla Fishrider Records. Nel 2006 la Powertools Records pubblicò in Nuova Zelanda l'album del 1993 che era rimasto inedito, Songs For Emily Valentine.
Vennero poi scritte da George nuove canzoni per l'album The Shakespeare Monkey, pubblicato nel 2009, che rimase nella Top 30 per tutto il primo trimestre del 2009 arrivando alla posizione n. 19 della classifica delle radio universitarie negli Stati Uniti oltre a ricevere recensioni positive in Nuova Zelanda e all'estero.
Nel 2010 al gruppo si unì Alan Starret (viola e tastiere). Il gruppo registrò altro materiale negli studi di Auckland di Bob Frisbee nel 2009 e nel 2010 per un altro album che sarebbe poi stato pubblicato nel 2012, Secret Holiday / Victory Blues. Seguì una serie di concerti in Nuova Zelanda e una partecipazione alle celebrazioni per il trentennale della Flying Nun Records. L'ultima performance del gruppo si è avuta al Chick's Hotel nel 2015.

## Discografia
Long playing
- 1992 - Into the Moon
- 2005 - Songs for Emily Valentine
- 2007 - No Love - No Hate
- 2009 - The Shakespeare Monkey
- 2010 - Playboys in the Bush
- 2012 - Secret Holiday / Victory Blues

Mini-album
- 1986 - Pop Lib

Singoli
- 1993 - Thursday / Too Hot To Be Cool
- 1995 - The Power Of Love / Mamelons D'Amadou
- 2010 - Average Sensual Man (split con Adalita Srsen e Robert Scott)

Dal vivo
- 1989 - Live in the Palm of Your Hand
- 1991 - Live at the Teddy Bear Club

## Membri
- George D. Henderson
- Ian Henderson
- Gavin Shaw: basso
- Heath Te Au
- Lesley Paris
- Norma O'Malley
- Peter Gutteridge
- Ross Jackson